# Copa del Món de Ral·lis Raid (FIA)

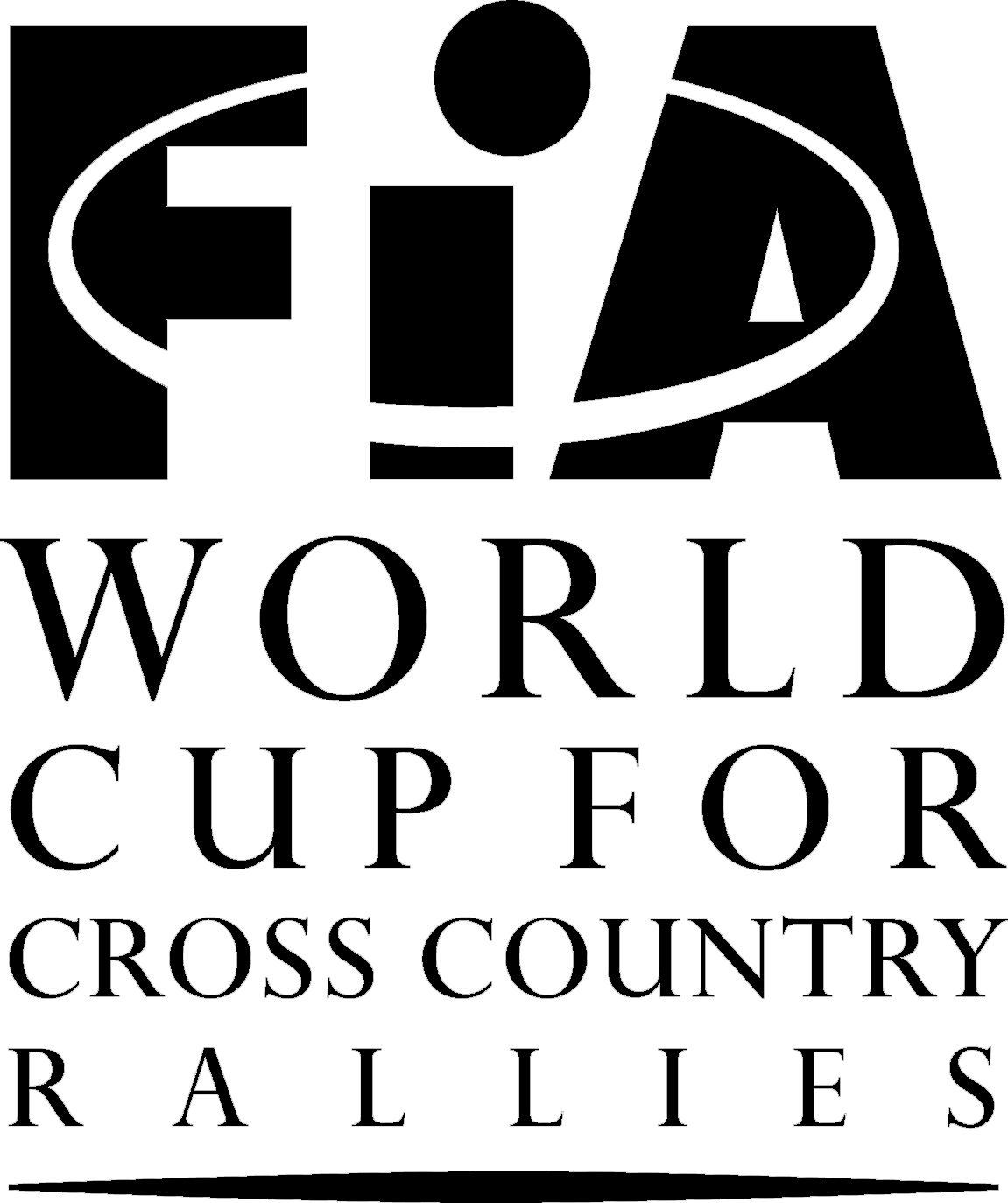
Logotip del Campionat.

La Copa del Món de Ral·lis Raid (oficialment en anglès, des del 2022, World Rally-Raid Championship i, anteriorment, FIA Cross-Country Rally World Cup) és una competició automobilística de raids organitzada per la FIA que se celebra des de 1993, arran de la popularitat que havien pres aquest tipus de curses a partir del Ral·li Dakar.
La competició agrupa els raids més importants de l'any, si bé durant molts anys no va incloure al Ral·li Dakar, com si que ho fa actualment. Altres proves destacades són o van ser el Ral·li dels Faraons o la Baja España-Aragón.
El pilot amb un nombre més gran de títols és el qatarí Nasser Al-Attiyah amb sis títols, seguit del francès Jean-Louis Schlesser amb cinc títols, els quals aconseguí de forma consecutiva.

## Campions
A 30 d'octubre de 2022
| Any  | Pilot                                      | Cotxe                                      | Copilot                                    |       |
| ---- | ------------------------------------------ | ------------------------------------------ | ------------------------------------------ | ----- |
| 1993 | Pierre Lartigue                            | Citroën                                    | Michel Périn                               |       |
| 1994 | Pierre Lartigue                            | Citroën                                    | Michel Périn                               |       |
| 1995 | Pierre Lartigue                            | Citroën                                    | Michel Périn                               |       |
| 1996 | Pierre Lartigue                            | Citroën                                    | Michel Périn                               |       |
| 1997 | Ari Vatanen                                | Citroën                                    | Fred Gallagher                             |       |
| 1998 | Jean-Louis Schlesser                       | Schlesser-Renault                          | Philippe Monnet                            |       |
| 1999 | Jean-Louis Schlesser                       | Schlesser-Renault                          | Philippe Monnet                            |       |
| 2000 | Jean-Louis Schlesser                       | Schlesser-Renault                          | Henri Magne                                |       |
| 2001 | Jean-Louis Schlesser                       | Schlesser-Renault                          | Henri Magne                                |       |
| 2002 | Jean-Louis Schlesser                       | Schlesser-Ford                             | Henri Magne                                |       |
| 2003 | Carlos Sousa                               | Mitsubishi                                 | Henri Magne                                |       |
| 2004 | Khalifa Al Mutaiwei                        | BMW                                        | Alain Guéhennec                            |       |
| 2005 | Bruno Saby                                 | Volkswagen                                 | Michel Perin                               |       |
| 2006 | Sergey Shmakov                             | Moscow-ZiL                                 | Konstantin Meshcheryakov                   |       |
| 2007 | Carlos Sainz                               | Volkswagen                                 | Michel Périn                               |       |
| 2008 | Nasser Al-Attiyah                          | BMW                                        | Thina Thörner                              |       |
| 2009 | Gerlain Chicherit                          | BMW                                        | Thina Thörner                              |       |
| 2010 | Leonid Novitskiy                           | BMW                                        | Andreas Schulz                             |       |
| 2011 | Leonid Novitskiy                           | BMW                                        | Andreas Schulz                             |       |
| 2012 | Khalifa Al Mutaiwei                        | Mini                                       | Andreas Schulz                             |       |
| 2013 | Krzysztof Holowczyc                        | Mini                                       | Andreas Schulz                             |       |
| 2014 | Vladimir Vasilyev                          | Mini                                       | Konstantin Zhiltsov                        |       |
| 2015 | Nasser Al-Attiyah                          | Mini                                       | Mathieu Baumel                             |       |
| 2016 | Nasser Al-Attiyah                          | Toyota                                     | Mathieu Baumel                             |       |
| 2017 | Nasser Al-Attiyah                          | Toyota                                     | Mathieu Baumel                             |       |
| 2018 | Jakub Przygoński                           | Mini                                       | Tom Colsoul                                |       |
| 2019 | Stéphane Peterhansel                       | Mini                                       | Andrea Peterhansel                         |       |
| 2020 | Edició suspesa per la pandèmia de covid-19 | Edició suspesa per la pandèmia de covid-19 | Edició suspesa per la pandèmia de covid-19 |       |
| 2021 | Nasser Al-Attiyah                          | Toyota                                     | Mathieu Baumel                             |       |
| 2022 | Nasser Al-Attiyah                          | Toyota                                     | Mathieu Baumel                             | [ 1 ] |